# Itoigawa
Itoigawa (糸魚川市, Itoigawa-shi) est une ville située dans la préfecture de Niigata, sur l'île de Honshū, au Japon.

## Géographie

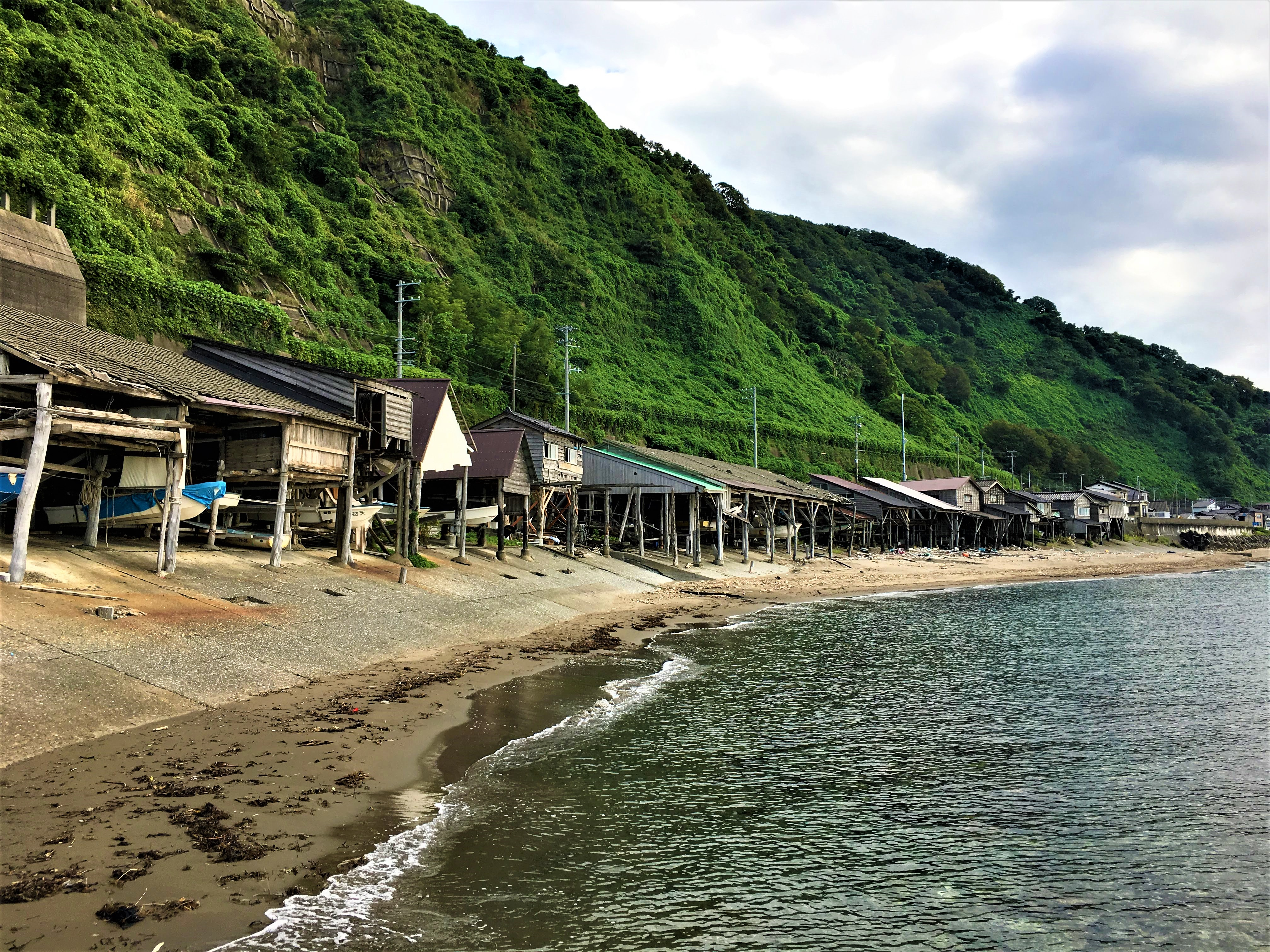
Cabanes de pêcheurs le long du littoral.

### Situation
Itoigawa se situe à l'extrême sud-ouest de la préfecture de Niigata au pied des monts Kubiki.

### Démographie
En juillet 2021, la population d'Itoigawa s'élevait à 40 845 habitants, répartis sur une superficie de 746,24 km2.

### Géologie et relief
La ville est située au début de la ligne tectonique Itoigawa-Shizuoka. Les monts Hiuchi, Amakazari et Niigata-Yake se trouvent au sud de la ville.

### Hydrographie
Le fleuve Hime traverse la ville avant de se jeter dans la mer du Japon, au nord.

### Climat
| Mois                                             | jan.      | fév.      | mars      | avril     | mai       | juin      | jui.      | août      | sep.      | oct.      | nov.     | déc.      | année     |
| ------------------------------------------------ | --------- | --------- | --------- | --------- | --------- | --------- | --------- | --------- | --------- | --------- | -------- | --------- | --------- |
| Température minimale moyenne (°C)                | 0,9       | 0,7       | 2,9       | 7,6       | 12,9      | 17,7      | 22,3      | 23,6      | 19,7      | 14        | 8,2      | 3,4       | 11,2      |
| Température moyenne (°C)                         | 3,6       | 3,8       | 6,7       | 11,8      | 16,8      | 20,7      | 25        | 26,6      | 22,8      | 17,3      | 11,6     | 6,5       | 14,4      |
| Température maximale moyenne (°C)                | 7         | 7,4       | 10,9      | 16,3      | 21,2      | 23,4      | 28,5      | 30,3      | 26,6      | 21,3      | 15,7     | 10,2      | 18,3      |
| Record de froid (°C) date du record              | −5,3 1997 | −5,2 1981 | −3,1 2001 | −1,3 1987 | 5,1 1991  | 10,7 2017 | 15,4 1979 | 17,2 1991 | 11,4 1992 | 4,8 1997  | 0,8 2007 | −4,2 2012 | −5,3 1997 |
| Record de chaleur (°C) date du record            | 17,5 2016 | 23,6 2009 | 26 2019   | 30,7 2016 | 31,8 1994 | 34,7 2018 | 37,2 1989 | 38,9 2018 | 37,6 2020 | 35,1 2013 | 27 2020  | 23,5 1982 | 38,9 2018 |
| Ensoleillement (h)                               | 76        | 101,2     | 142,5     | 172,2     | 169       | 140       | 123,4     | 128,8     | 154,8     | 142,2     | 78,9     | 71,2      | 1 504,6   |
| Précipitations (mm)                              | 354,8     | 225,5     | 204,5     | 135,1     | 120,5     | 168       | 237,8     | 223,3     | 251,4     | 232,4     | 341      | 407,4     | 2 901,5   |
| Nombre de jours avec précipitations              | 24,8      | 19,8      | 18,9      | 13,2      | 11,4      | 11,8      | 14,2      | 11,7      | 14        | 15,2      | 19,1     | 23,4      | 197,3     |
| dont nombre de jours avec précipitations ≥ 10 mm | 13,2      | 8,7       | 7,6       | 5,3       | 4,3       | 4,8       | 6,8       | 6         | 7         | 7,7       | 10,8     | 13,6      | 95,9      |

| Diagramme climatique                                  |             |              |              |               |             |               |               |               |             |            |              |
| J                                                     | F           | M            | A            | M             | J           | J             | A             | S             | O           | N          | D            |
| 70,9354,8                                             | 7,40,7225,5 | 10,92,9204,5 | 16,37,6135,1 | 21,212,9120,5 | 23,417,7168 | 28,522,3237,8 | 30,323,6223,3 | 26,619,7251,4 | 21,314232,4 | 15,78,2341 | 10,23,4407,4 |
| Moyennes : • Temp. maxi et mini °C • Précipitation mm |             |              |              |               |             |               |               |               |             |            |              |

## Histoire
Itoigawa se situait à la fin de la Shio no michi (« Route du sel ») qui permettait de transporter le sel provenant de la mer du Japon jusqu'à la province de Shinano (région de Nagano, à partir de la fin du XIXe siècle), garantissant ensuite l'approvisionnement des habitants du centre de l'île de Honshu.
Itoigawa a acquis le statut de ville en 2005.

## Culture locale et patrimoine
Itoigawa est la ville du bugaku, une forme de gagaku reconnu nationalement comme bien culturel immatériel. Des représentations du bugaku d'Itoigawa ont lieu lors des festivals se tenant aux sanctuaires de Hakusan et d'Amatsu.

### Patrimoine naturel
Le parc national de Chūbu-Sangaku et le parc national Myōkō-Togakushi Renzan eglobent une partie du territoire d'Itoigawa.

### Gastronomie
Itoigawa est connue pour ses yakisoba de couleur noire.

## Transports
Itoigawa est desservie par la ligne Shinkansen Hokuriku à la gare d'Itoigawa, ainsi que par les lignes classiques Ōito (JR West), Nihonkai Hisui (Echigo Tokimeki Railway) et Ainokaze Toyama Railway.